# Konstantynów Łódzki
Konstantynów Łódzki – miasto w województwie łódzkim, w powiecie pabianickim, położone nad rzeką Ner, wchodzi w skład aglomeracji łódzkiej.
Według danych GUS z 30 czerwca 2023 roku, w Konstantynowie Łódzkim mieszkało 19 200 osób.

## Położenie
Konstantynów Łódzki leży na Wysoczyźnie Łaskiej, nad Nerem, na wysokości około 165–172 m n.p.m. i graniczy: od wschodu z Łodzią, od południa z gminą Pabianice, od zachodu z gminą Lutomiersk, a od północy z gminą Aleksandrów Łódzki. Konstantynów jest gminą o charakterze miejskim z terenami upraw rolnych dawnych wsi Niesięcin, Rszew i Rszewek. Miasto blisko sąsiaduje ze stolicą województwa.
Pod względem historycznym większość Konstantynowa Łódzkiego położona jest na obszarze dawnej ziemi łęczyckiej, wieś Żabice Wielkie, która w 1821 dała początek miastu, w drugiej połowie XVI wieku leżała w powiecie łęczyckim województwa łęczyckiego. Do ziemi sieradzkiej należy obszar Konstantynowa Łódzkiego na południe od Neru i obejmujący części miasta Józefów i Bechcice; w drugiej połowie XVI wieku Bechcice i sąsiednie tereny (Józefów) leżały w powiecie szadkowskim województwa sieradzkiego.
Według danych z roku 2007 Konstantynów Łódzki ma obszar 27,25 km², w tym:
- użytki rolne: 68% (19,29 km²)
- użytki leśne: 11% (2,94 km²)
- pozostałe: 5,02 km²

Miasto stanowi 5,54% powierzchni powiatu pabianickiego.

## Historia
Miejscowość została założona w 1821 na gruntach wsi Żabice Wielkie jako prywatna osada fabryczna Mikołaja Krzywca-Okołowicza, przeznaczona dla przybywających z Niemiec sukienników i płócienników. Nazwę Konstantynów otrzymała w 1824.
W 1830 Konstantynów otrzymał prawa miejskie. Utracił je w 1870 i uzyskał ponownie w 1924.
W końcu 1939 Konstantynów został wcielony do Rzeszy Niemieckiej (prowincja Kraj Warty), a nowe władze zaplanowały usunięcie z miasta ludności polskiej i żydowskiej i pełną jego germanizację. Początkowo utrzymano polską nazwę, ale pisaną i wymawianą z niemiecka – „Konstantinow”. Od 3 grudnia 1939 r. nastąpiła zmiana nazwy na Treustadt (Wierne miasto), która utrzymała się do maja 1940 r. W 1941 r. miała miejsce zmiana na Lindenau, a od 18 maja 1943 r. do końca okupacji (18 stycznia 1945) miasto nazywało się Tuchingen (od niem. „Tuch” – sukno).
5 stycznia 1940, w 4-piętrowej fabryce włókienniczej K. Steinerta i braci Schweikert przy ulicy Łódzkiej 27, Niemcy utworzyli obóz przesiedleńczy (Durchgangslager Konstantinow) dla ludności polskiej. Życie straciło tam ok. 1200 więźniów, pochowanych na miejscowym cmentarzu, w specjalnie wydzielonej kwaterze. Przez ten obóz przeszła też grupa łódzkich księży aresztowanych w dniach 5–7 października 1941, podczas dużej akcji represyjnej skierowanej przeciwko łódzkiemu kościołowi. Obóz uległ likwidacji 16 sierpnia 1943, a w jego miejsce utworzono obóz dla dzieci i młodzieży białoruskiej, rosyjskiej i ukraińskiej, uznanych za nadające się do zgermanizowania (Ost Jugendverwahrlager der Sicherheitspolizei in Tuchingen). Pierwszy transport tych dzieci w liczbie 1200 został przywieziony w kwietniu 1944 roku. W tej roli obóz funkcjonował do końca okupacji niemieckiej w Konstantynowie (18 I 1945). Tuż przed jej końcem załoga obozu zbiegła. Pozostałe w obozie dzieci zostały 12 kwietnia 1945 odwiezione do Rosji. O istnieniu tego obozu przypomina obelisk ustawiony przed byłym jego budynkiem.
Rządy niemieckie przyniosły wymordowanie niemal całej ludności żydowskiej miasta, liczącej przed wojną ponad 1300 osób. W Konstantynowie nie ma dziś żadnych materialnych śladów obecności społeczności żydowskiej i jej wpływu na historię miasta. Cmentarz, na którym pochowano wielu znamienitych obywateli Konstantynowa od zakończenia wojny jest całkowicie zapomniany. Rosną na nim drzewa, nie ma żadnych nagrobków ani innej formy upamiętnienia. Wśród potomków żydowskich obywateli miasta, którzy ocaleli z pożogi holokaustu powstała inicjatywa, której celem jest odzyskanie ocalałych macew i stosowne upamiętnienie miejsca cmentarza.
Urodził się tu ks. Gustaw Manitius (1880–1940), polski duchowny luterański.
W latach 1975–1998 miasto należało administracyjnie do ówczesnego województwa łódzkiego.

### Burmistrzowie Konstantynowa
- 1832–1834 – Klemens Trzciński
- 1834–1837 – Ignacy Zieleniewski
- 1837–1845 – Antoni Świątecki
- 1845–1855 – Antoni Szczepkowski (zawieszony w czynnościach od 1850 r.)
- 1850–1855 – Jan Giergielewicz
- 1855 – Leopold Kamiński
- 1855–1857 – Bolesław Czapliński
- 1857–1868 – Wawrzyniec Majewski
- 1868–1870 – Leopold Gniwiński
- 1870–1924 – brak – Konstantynów jest wsią w gminie Rszew
- 1924 – Marcin Doliwka
- 1924–1930 – Franciszek Gryzel
- 1930–1934 – Władysław Dolecki
- 1934–1935 – Antoni Rydlewicz
- 1935–1936 – Władysław Dolecki
- 1936–1939 – Adam Sztajnbis
- 1939–1940 – Gustaw Stamm
- 1940–1945 – Hanz Langlotz
- 1990–1994 – Marek Kowalik
- 1994–2002 – Włodzimierz Fisiak[11]
- 2002–2018 – Henryk Brzyszcz
- od 2018 – Robert Jakubowski

## Zabytki
Według rejestru zabytków NID na listę zabytków wpisane są:
- kościół ewangelicki, ob. rzym.-kat. par. pw. św. Józefa Robotnika, ul. Jana Pawła II 31, 1834, 1896, 1921-23, nr rej.: A/116 z 6.10.2011
- młyn wodny, ob. elektryczny, ul. Moniuszki 34, XIX/XX, nr rej.: A/145 z 21.10.2013

## Zabudowa
Zabudowa miasta rozciąga się wzdłuż głównej ulicy handlowej, którą przebiega linia tramwajowa Łódź – Lutomiersk (jej funkcjonowanie zostało zawieszone w marcu 2019 roku). Zachował się pierwotny układ miasta z dwoma rynkami i siecią prostopadłych ulic.

## Demografia

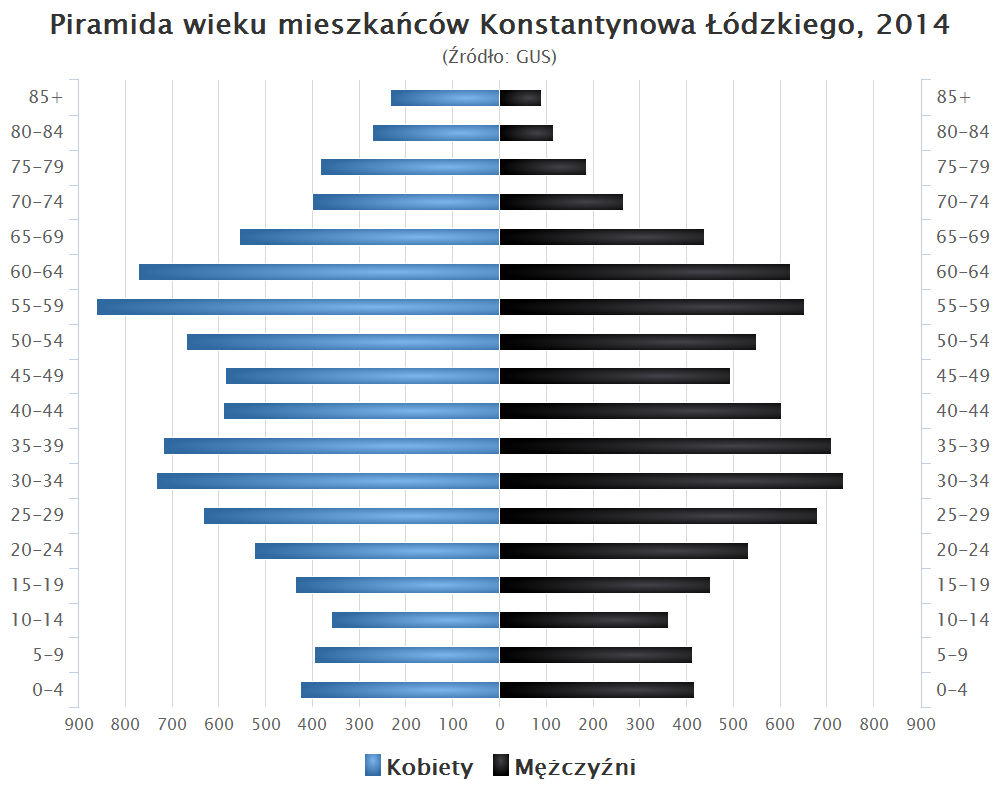
Piramida wieku mieszkańców Konstantynowa Łódzkiego w 2014 roku

Struktura demograficzna mieszkańców Konstantynowa według danych z 31 października 2020 r.
| Opis                                | Ogółem | Ogółem | Kobiety | Kobiety | Mężczyźni | Mężczyźni |
| ----------------------------------- | ------ | ------ | ------- | ------- | --------- | --------- |
| Jednostka                           | osób   | %      | osób    | %       | osób      | %         |
| Populacja                           | 17 583 | 100    | 9526    | 54,18   | 8057      | 45,82     |
| Wiek przedprodukcyjny (0–17 lat)    | 3127   | 17,78  | 1532    | 8,71    | 1595      | 9,07      |
| Wiek produkcyjny (18–65 lat)        | 10 987 | 62,49  | 5805    | 33,01   | 5182      | 29,47     |
| Wiek poprodukcyjny (powyżej 65 lat) | 3469   | 19,73  | 2189    | 12,45   | 1280      | 7,28      |

## Gospodarka
Według stanu na dzień 31.12.2000 r. w Konstantynowie Łódzkim w systemie REGON zarejestrowanych było 1346 podmiotów gospodarczych, z czego większość (około 88%) stanowią firmy produkcyjno-handlowo-usługowe. W kolejnych latach liczba zarejestrowanych przedsiębiorstw wzrosła. Według danych z Centralnej Ewidencji i Informacji o Działalności Gospodarczej na koniec 2019 roku zarejestrowano ich 1542
- 1997 r. – 1387 zarejestrowanych podmiotów gospodarczych
- 1998 r. – 1453 zarejestrowane podmioty gospodarcze
- 1999 r. – 1402 zarejestrowane podmioty gospodarcze
- 2000 r. – 1346 zarejestrowanych podmiotów gospodarczych
- 2014 r. – 1341 zarejestrowanych podmiotów gospodarczych
- 2015 r. – 1382 zarejestrowane podmioty gospodarcze
- 2016 r. – 1423 zarejestrowane podmioty gospodarcze
- 2017 r. – 1496 zarejestrowanych podmiotów gospodarczych
- 2018 r. – 1502 zarejestrowane podmioty gospodarcze
- 2019 r. – 1542 zarejestrowane podmioty gospodarcze

### Inwestycje
W rankingu obejmującym wszystkie 42 miasta woj. łódzkiego, podsumowującym dynamikę zmian w latach 1992–1997 Konstantynów uplasował się razem z kilkoma innymi miastami na czele tej klasyfikacji. Jest to ośrodek przemysłowo-usługowy z rozwiniętym przemysłem: włókienniczym, odzieżowym, drzewnym, spożywczym. W mieście funkcjonuje pięć oddziałów banków. Jest tu wiele obiektów sportowych, w tym kryta pływalnia, dwa Orliki i ośrodek rekreacyjny nad stawami.

### Rolnictwo
W części miejscowości Rszew działało Państwowe Gospodarstwo Rolne „Rszew” w Konstantynowie Łódzkim. W 1994 przekształcone w Gospodarstwo Rolne Skarbu Państwa Rszew. W 1995 przekształcone w spółkę pn. Zarodowa Ferma Kur Rszew Sp. z o.o.
Baza produkcji rolniczej, tj. użytki rolne zajmują 1,820 ha powierzchni, co stanowi 66,8% powierzchni ogólnej miasta.
Z informacji podawanych przez Instytut Upraw, Nawożenia i Gleboznawstwa w Puławach wynika, że ogólny wskaźnik jakości rolniczej przestrzeni produkcyjnej charakteryzujący całokształt warunków przyrodniczo-glebowych, mający wpływ na wielkość produkcji rolnej wynosi dla Konstantynowa Łódzkiego 61 i jest on wyższy od średniego wskaźnika w powiecie pabianickim, o 2,1, ale gorszy o 1,4 w województwie łódzkim i o 5,6 w kraju.
W Konstantynowie Łódzkim, gleby bardzo dobre i dobre (II-IVb) stanowią 73,8%, a gleby słabe (V-VI) 26,2%. Ponadto procentowy udział gleb dobrych (II-IV) w mieście
Konstantynów jest wyższy od średniego udziału tych gleb w powiecie, w województwie i kraju.
Z ogólnej liczby mieszkańców Konstantynowa Łódzkiego (17 608 osób), liczba osób związanych z rolnictwem (w tym osoby zamieszkujące wspólnie z właścicielami gospodarstw i działek rolnych) wynosi ok. 2,7 tys., co stanowi ok. 15%.

### Bezrobocie
W latach 1997–2000 w Konstantynowie Łódzkim, podobnie jak w całym województwie łódzkim, liczba osób bezrobotnych uległa znacznemu zwiększeniu. W roku 2000 oficjalna stopa bezrobocia w powiecie pabianickim wyniosła ok. 17% i była wyższa od średniej stopy bezrobocia w województwie łódzkim, która wynosiła 16,1%. Udział osób bezrobotnych w ogólnej liczbie osób w wieku produkcyjnym w województwie łódzkim wynosił w 2000 r. 12,9%, w Konstantynowie Łódzkim 12,6%. Według danych z Powiatowego Urzędu Pracy w Pabianicach liczba zarejestrowanych bezrobotnych w Konstantynowie Łódzkim w latach 1997–2000 zwiększyła się o ponad 80%.
Według danych Powiatowego Urzędu Pracy w Pabianicach na koniec października 2020 roku w Konstantynowie Łódzkim zarejestrowanych było 543 bezrobotnych, w tym 250 kobiet. Wśród pozostających bez zatrudnienia były 54 osoby młode, do 25. roku życia, a także 157 osób mających powyżej 50 lat. Długotrwale bezrobotnych pozostawało 266 konstantynowian. Stopa bezrobocia w powiecie pabianickim wyniosła 7 proc. i była wyższa zarówno w porównaniu do średniej z obszaru województwa łódzkiego (6,2 proc.), jak i Polski (6,1 proc.).

## Infrastruktura techniczna

### Drogi
Ze wschodu na zachód biegnie przez miasto droga wojewódzka nr 710 aktualnie z komunikacją autobusową (linie 94, 97B, N9), komunikacją tramwajową (linia 43) oraz z liniami mikrobusowymi, które łączą Konstantynów Łódzki z całą zamieszkaną przez około milion mieszkańców aglomeracją.
Z północy na południe przebiega droga wojewódzka nr 475 oraz droga ekspresowa S14 będąca obwodnicą dla Łodzi. Pomiędzy miastami aglomeracji istnieje również silna więź powiązań gospodarczych i społecznych. Atrakcją Konstantynowa jest bliskość portu lotniczego na Lublinku.
Na obszarze Konstantynowa Łódzkiego sieć dróg publicznych obejmuje:
- Drogę ekspresową S14 – Emilia – Zgierz – Aleksandrów Łódzki – Konstantynów Łódzki – Łódź – Pabianice – Róża
- Drogę wojewódzką nr 475 – Zgierz – Aleksandrów Łódzki – Konstantynów Łódzki – węzeł Pabianice Północ. Jej długość w granicach miasta wynosi 4,6 km ,
- Drogę wojewódzką nr 710 – Łódź – Konstantynów Łódzki – Szadek – Warta – Błaszki. Jej długość w granicach miasta wynosi 8,8 km,
- Drogi powiatowe – ul. 1 Maja 3307E, Klonowa 3302E, Kolejowa 3307E, Kręta 1112E, Niesięcin 1112E, Zgierska 5102E. Ich łączna długość (w granicach miasta) wynosi 9 km,
- Drogi gminne – mają 84,53 km długości, w tym 49,734 km (ok. 59%) o nawierzchni utwardzonej, a 34,796 km o nawierzchni gruntowej.

Na drogach gminnych (miejskich) znajduje się 6 mostów o łącznej długości 61,8 m i powierzchni 464 m². Znajdują się one w następujących ulicach: Bechcice, Łąkowa, Polna, Cegielniana, Browarna, Krótka.

## Oświata
Na terenie Konstantynowa Łódzkiego funkcjonują 3 przedszkola, do których w roku szkolnym 1999/2000 uczęszczało 275 dzieci, co stanowi ok. 26% z ogólnej liczbie 1057 dzieci urodzonych w okresie od 1.01.1994 do 31.12.2000 r. Oprócz tego w oddziałach przedszkolnych przy szkołach podstawowych znalazło opiekę 160 dzieci.
Po reformie oświatowej w Konstantynowie Łódzkim działają 3 przedszkola, 3 szkoły podstawowe oraz 1 szkoła specjalna.
Są to:
- Przedszkole nr 1 z Grupą Żłobkową w Konstantynowie Łódzkim[21]
- Przedszkole nr 2 z Oddziałami Integracyjnymi i Oddziałem Specjalnym w Konstantynowie Łódzkim[22]
- Przedszkole nr 3 BAJKA w Konstantynowie Łódzkim[23]
- Szkoła Podstawowa nr 1 im. Królowej Jadwigi w Konstantynowie Łódzkim[24]
- Szkoła Podstawowa nr 2 im. Bolesława Ścibiorka w Konstantynowie Łódzkim[25]
- Szkoła Podstawowa nr 5 im. I Armii Wojska Polskiego w Konstantynowie Łódzkim[26]
- Zespół Szkół Specjalnych nr 4 im. Marii Grzegorzewskiej w Konstantynowie Łódzkim[27]

Działają liczne organizacje obywatelskie: Konstantynowskie Porozumienie Samorządowe, Stowarzyszenie Prywatnych Przedsiębiorców, Stowarzyszenie Handlowców Kupiec, Konstantynowski Klub Współpraca.

## Kultura
Konstantynów to znaczący ośrodek kultury. Od blisko stu lat istnieją: Konstantynowskie Stowarzyszenie Śpiewaczo-Dramatyczne im. Fryderyka Chopina i Towarzystwo Śpiewacze „Lutnia”. Staraniem Miejskiego Ośrodka Kultury od kilku lat funkcjonuje Galeria „Ogród Sztuki”. Jest Biblioteka Miejska dla Dorosłych i Biblioteka Miejska dla Dzieci.
Miejska Biblioteka Publiczna w Konstantynowie Łódzkim została oficjalnie utworzona 4 maja 1947 roku podczas powiatowych obchodów Święta Oświaty. Dla czytelników Biblioteka Miejska została otwarta w drugiej połowie 1948 roku.
Pierwszą siedzibą była piękna zabytkowa kamienica z 1900 roku, wzniesiona w stylu neoklasycystycznym przy pl. Tadeusza Kościuszki 10. Budynek ten w wojennej historii miasta zapisał się jako zamiejscowa placówka gestapo w Łodzi oraz siedziba 5 pododdziału szturmowego SS. Kolejnym adresem Biblioteki był budynek przy ul. 19. Stycznia 9 (obecnie Jana Pawła II 9). Oddział dla dzieci i młodzieży znajdował się pierwotnie na ul. Łódzkiej 10, ale został również przeniesiony pod adres przy ul. 19 Stycznia 9. W 1996 roku Biblioteka Miejska wraz z Filią dla Dzieci i Młodzieży wróciła pod pierwotny adres (pl. Kościuszki 10).
Biblioteczną sieć stanowi Biblioteka Główna oraz jej Filia Nr 1- Miejska Biblioteka Publiczna dla Dzieci i Młodzieży, która została utworzona w 1983 roku ze zbiorów Miejskiej Biblioteki. Uchwałą Nr XXXVII/302/13 Rady Miejskiej w Konstantynowie Łódzkim z dnia 28 listopada 2013 roku Miejska Biblioteka Publiczna w Konstantynowie Łódzkim od 1 stycznia 2003 roku otrzymała status instytucji kultury, posiadającej osobowość prawną. Biblioteka jest finansowana z dotacji organizatora – gminy Konstantynów Łódzki, a także z dochodów własnych, darowizn, dotacji celowych, ze środków otrzymanych od osób prawnych i fizycznych. Statystycznie odwiedza ją co piąty mieszkaniec miasta. Obecnie konstantynowska biblioteka posiada ponad 25 tysięcy woluminów i blisko 100 audiobooków.
W 1989 roku powstało wydawnictwo prasowe. Dzisiaj drukuje też książki. Od pięciu lat oficyna ta edytuje ponadto czasopisma w internecie. W mieście drukiem ukazuje się kilka lokalnych gazet. „Wiadomości – 43bis” (od 1989 r.) to najstarszy w województwie i jeden z najstarszych tytułów w kraju. Nazwa pochodzi od linii tramwajowej 43bis łączącej miasto z Łodzią.

### Media
Teren Konstantynowa Łódzkiego obsługiwany jest w zakresie powszechnych usług telekomunikacyjnych przez Telekomunikację Polską SA. Telekomunikacja Polska zapewnia na obszarze miasta wszystkie podstawowe usługi telekomunikacyjne. Istnieje możliwość uruchomienia usług ISDN, jak również podłączenia do internetu. Konstantynów Łódzki objęty jest również działalnością operatorów sieci telefonii komórkowej: T-Mobile, Plus i Orange.
Miasto Konstantynów Łódzki zasilane jest w energię elektryczną z krajowego systemu elektroenergetycznego poprzez główny punkt zasilający (GPZ) 110/15 kV „Konstantynów”. Sieć rozdzielczą stanowią linie napowietrzne i kablowe 15 kV zasilające odbiorców, za pośrednictwem stacji wnętrzowych i słupowych 15/0,4 kV. Eksploatacją sieci elektroenergetycznej zajmuje się Łódzki Zakład Energetyczny SA – Rejon Energetyczny w Pabianicach będący częścią PGE Dystrybucja Łódź sp. z o.o.
Zaopatrzenie Konstantynowa Łódzkiego w gaz ziemny realizowane jest za pomocą gazociągu wysokiego ciśnienia średnicy 300 mm za pośrednictwem 3 stacji redukcyjnych I0, o wydajności 1500 m³/h zlokalizowanej przy ul. Łódzkiej. Z gazu sieciowego korzysta około 76% mieszkańców Konstantynowa Łódzkiego.
Miasto posiada zbiorowy system zaopatrzenia w wodę oparty na zasobach wód podziemnych. Ujęcie wody zlokalizowane jest w Ignacewie. Woda pochodzi z 3 studni głębinowych o głębokości 100 m (pokłady górnokredowe).
Na obszarze miasta istnieje sieć kanalizacji sanitarnej rozdzielczej i ogólnospławnej. Kanalizacja ogólnospławna, to część starych kanałów o długości ok. 6,0 km. Siecią kanalizacji sanitarnej odprowadzane są nieoczyszczone ścieki bytowo-gospodarcze i przemysłowe do Grupowej Oczyszczalni Ścieków w Łodzi.
Miasto Konstantynów Łódzki nie posiada własnych miejsc składowania odpadów komunalnych. Usługi w zakresie wywozu odpadów wykonuje firma wybrana w przetargu.

## Wspólnoty wyznaniowe

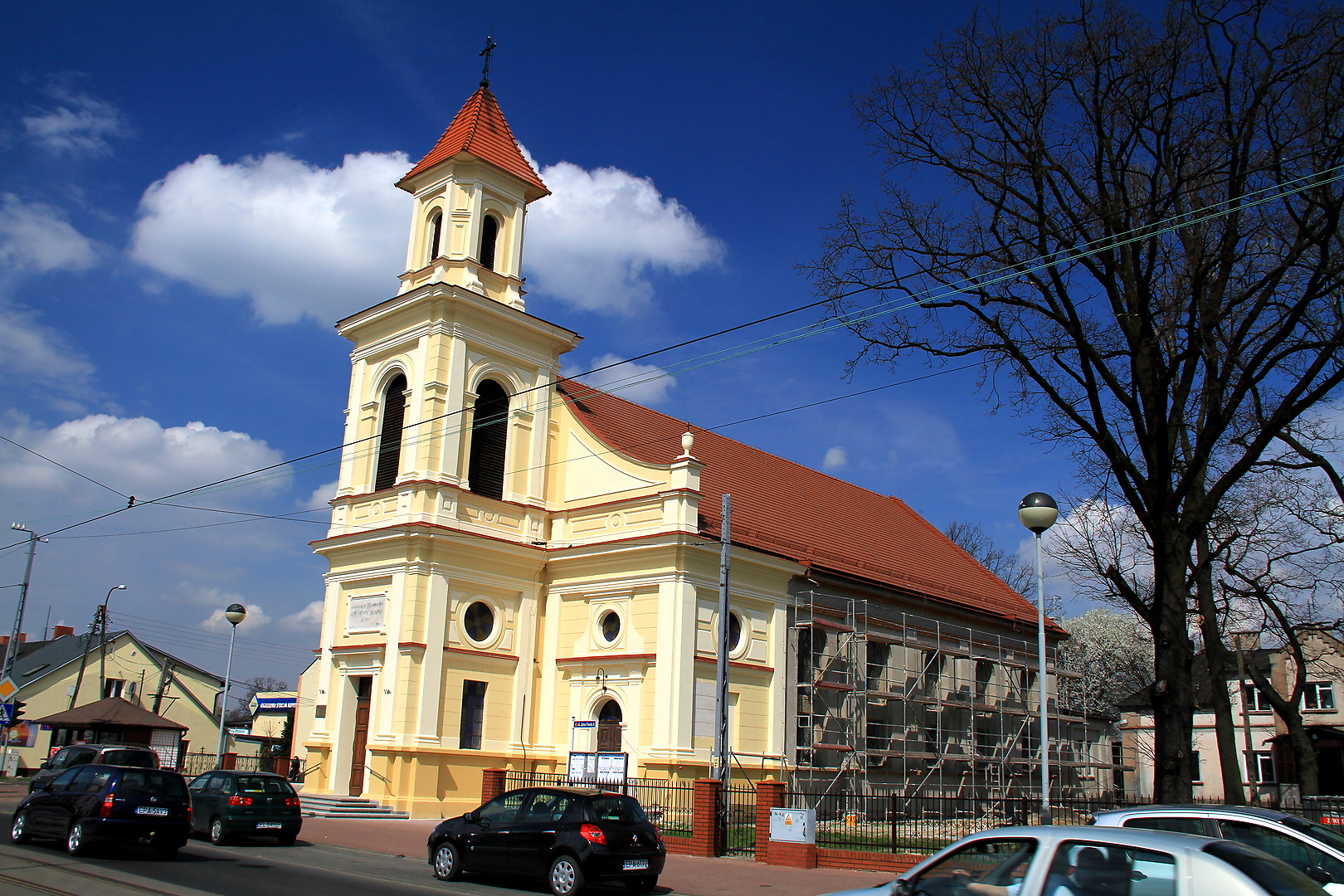
Poewangelicki kościół św. Józefa Robotnika
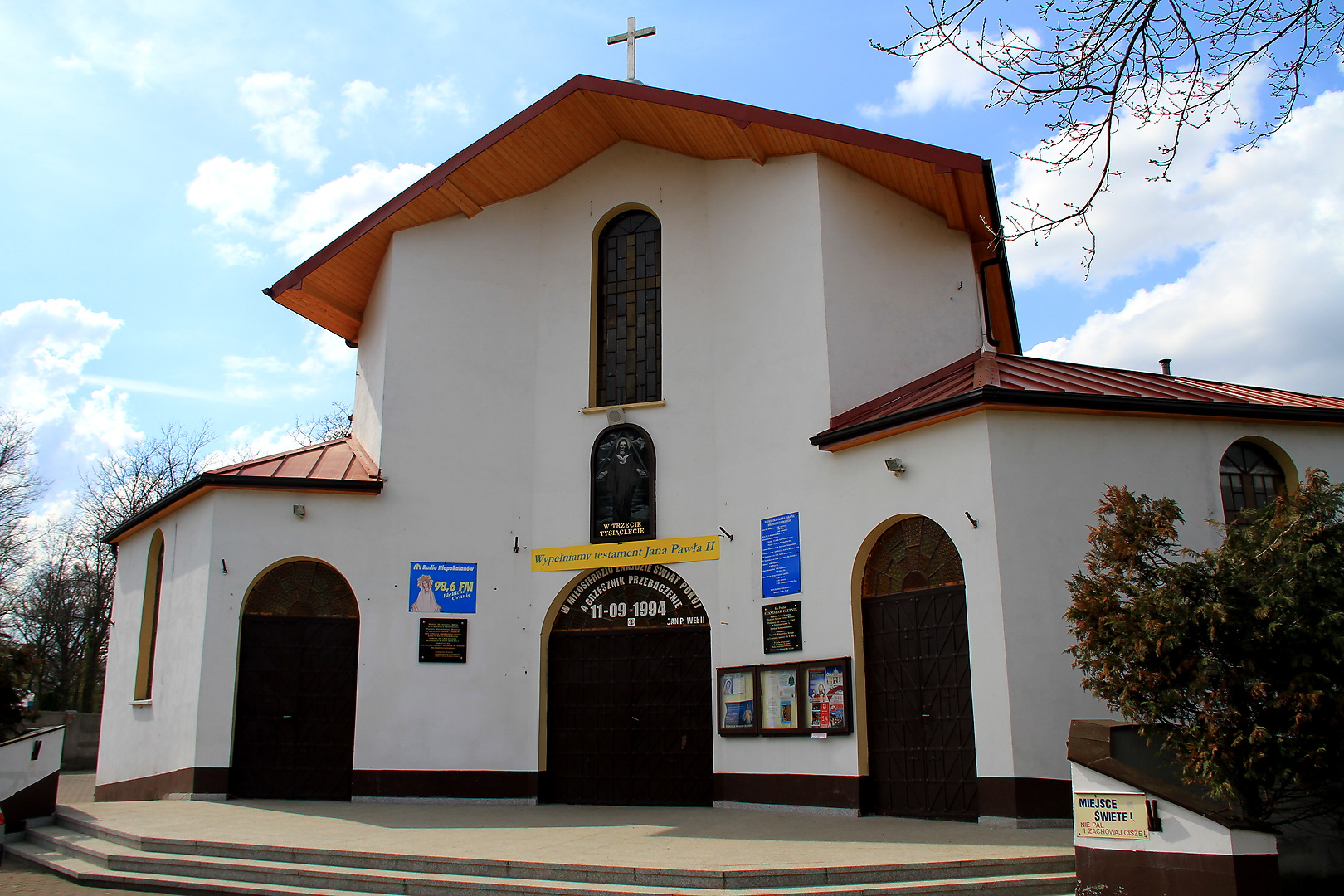
Kościół Miłosierdzia Bożego
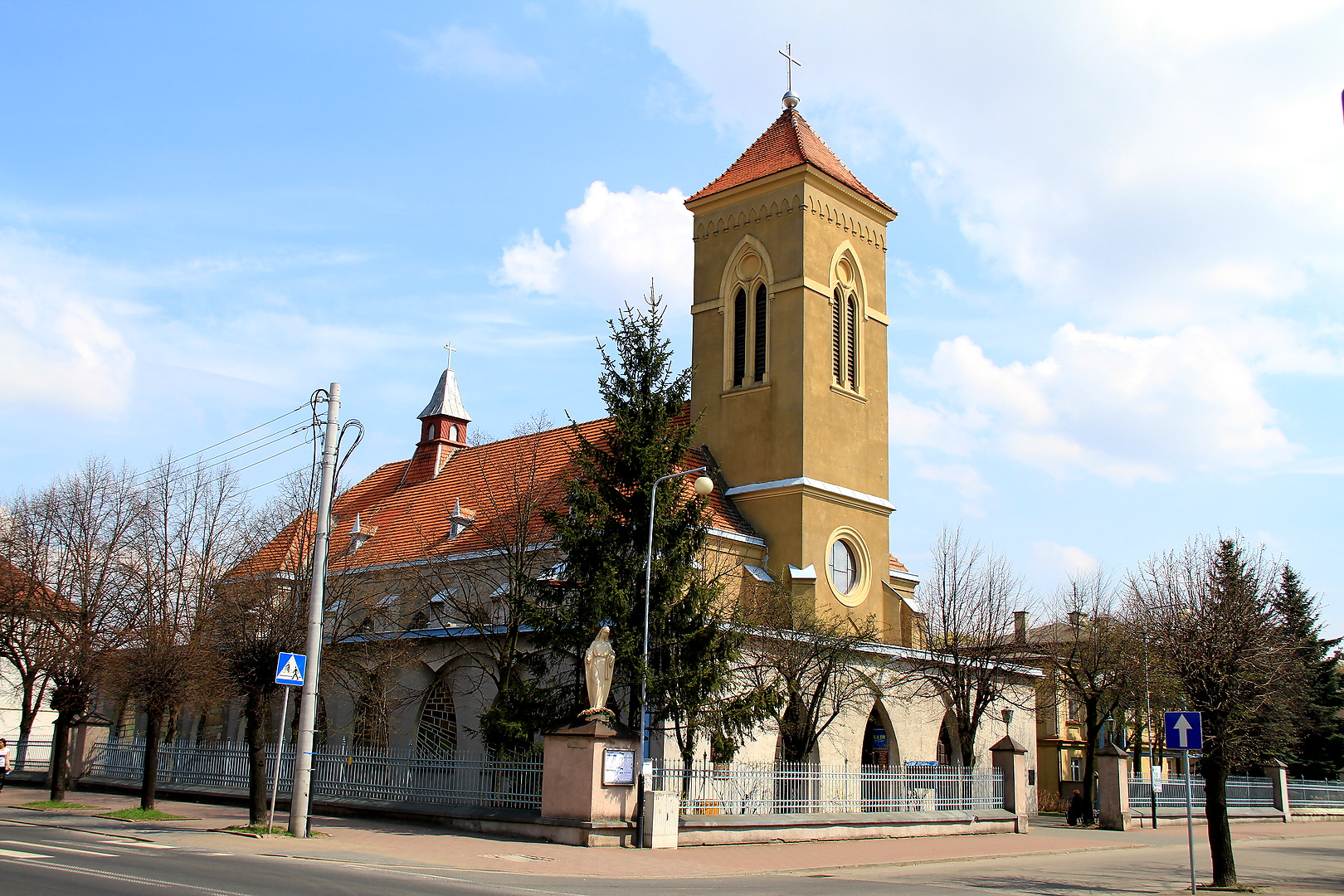
Kościół Narodzenia NMP
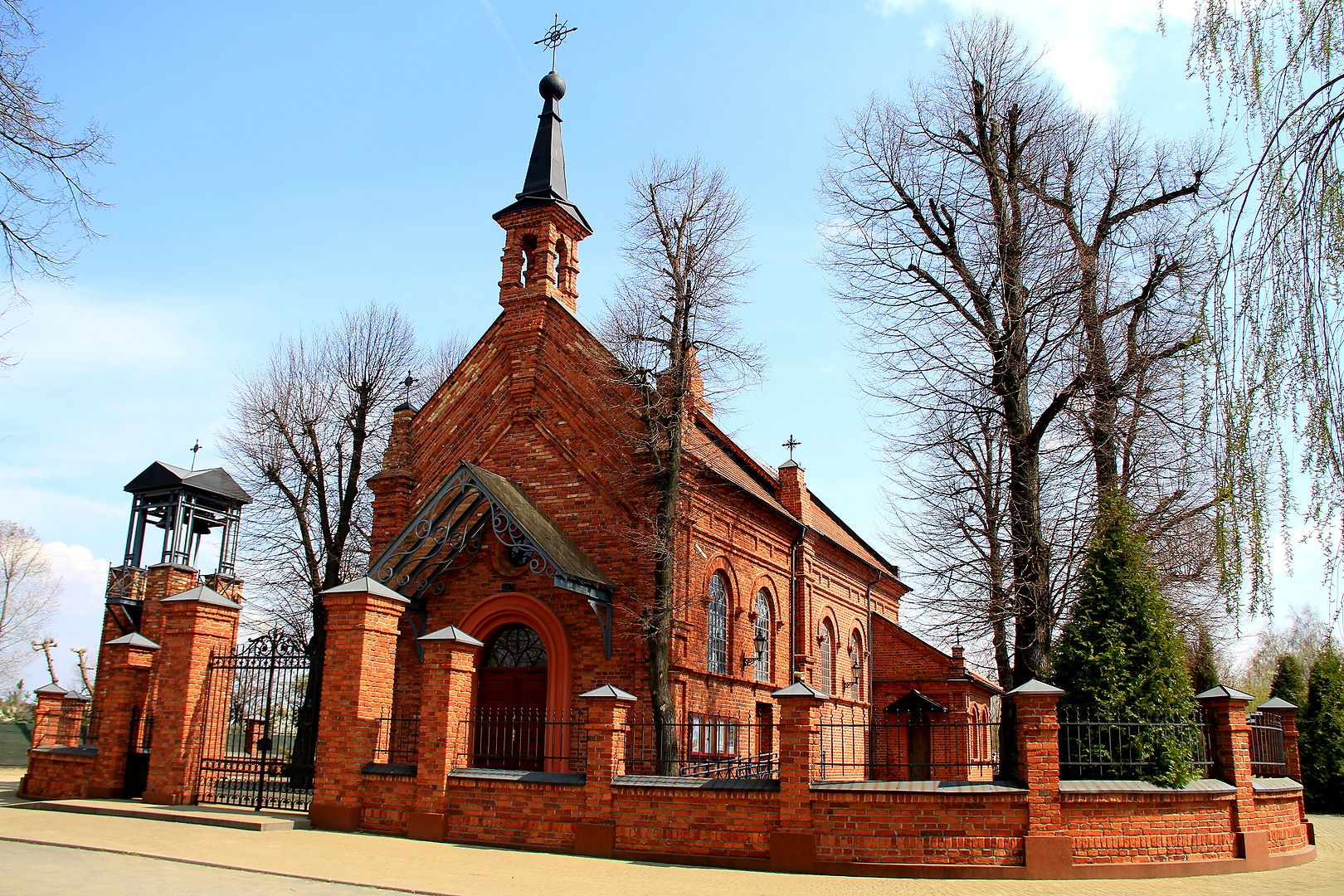
Kościół Nawiedzenia NMP

Na terenie miasta działalność religijną prowadzą następujące Kościoły i związki wyznaniowe:
- Kościół rzymskokatolicki:
  - parafia św. Józefa Robotnika
  - parafia Miłosierdzia Bożego
  - parafia Narodzenia Najświętszej Maryi Panny
  - parafia Nawiedzenia Najświętszej Maryi Panny
  - kaplica Sióstr Św. Rodziny
- Świadkowie Jehowy:
  - zbór Konstantynów-Południe
  - zbór Konstantynów-Północ (Sala Królestwa ul. Krótka 10)[31]
- Kościół Zielonoświątkowy:
  - zbór w Konstantynowie Łódzkim[32]

## Sport
W Konstantynowie swoją siedzibę ma założony w 1950 roku Włókniarz Konstantynów Łódzki, skupiający trzy sekcje (piłka nożna, piłka ręczna, podnoszenie ciężarów). Prócz niego w mieście działają także dwa Uczniowskie Kluby Sportowe – Piątka (pływanie) oraz Lider (siatkówka). Szkoła sportów walki prowadzona przez Mariana Kaczorowskiego została założona w Konstantynowie Łódzkim w 1989 r. Uczniowski Klub Sportowy Centrum Sztuk Walki funkcjonuje od września 2010 roku. Stowarzyszenie o charakterze strzeleckim, kolekcjonerskim oraz sympatyków broni i historii militarnej Wrota 44 powstało w sierpniu 2016 roku. Kolejnym klubem na mapie Konstantynowa Łódzkiego jest od 29 grudnia 2014 roku Konstantynowska Akademia Sportu mająca sekcje piłki nożnej. W lipcu 2019 roku powstał Klub Sportowy Progres w Konstantynowie Łódzkim, którego celem jest prowadzenie szkoleń w zakresie piłki nożnej, ogólnie pojętej gimnastyki i motoryki. Akademia Snookera TS Lutnia Konstantynów Łódzki prowadzi zajęcia z nauki gry w snookera dla dzieci od 5 roku życia, młodzieży oraz osób dorosłych. Stowarzyszenie powołane zostało w październiku 2019 roku.
Konstantynów Łódzki dysponuje szeroką bazą obiektów sportowych i posiada szeroką ofertę kształcenia sportowego.

### Centrum Sportu i Rekreacji
CSiR jest jednostką organizacyjną gminy Konstantynów Łódzki, nieposiadającą osobowości prawnej, prowadzoną w formie jednostki budżetowej.
CSiR realizuje pełne spektrum zadań ustawowo określonych dla władz samorządowych szczebla gminnego w zakresie rozwoju i upowszechniania kultury fizycznej, sportu, rekreacji i turystyki, gospodarki komunalnej. Przedmiotem działania Centrum jest stwarzanie warunków do rekreacji, upowszechniania sportu, promocja zdrowego stylu życia wśród dzieci, młodzieży i dorosłych oraz osób niepełnosprawnych.
W 2019 roku stanowisko Dyrektora CSiR sprawowała Krystyna Opara, od 8 stycznia 2020 r. dyrektorem Centrum Sportu i Rekreacji w Konstantynowie Łódzkim jest Cezary Petrus.
CSiR administruje obiektami:
1) Pływalnia miejska w Konstantynowie Łódzkim, ul. Kilińskiego 75a;
2) Ośrodek nad Stawem w Konstantynowie Łódzkim, ul. Łaska 64/66;
3) Zespół Boisk Orlik 2012 w Konstantynowie Łódzki, ul. Zgierska 21b;
4) Obiekty sportowe w Konstantynowie Łódzkim, plac Wolności 60.

### Pływalnia miejska
Na ten obiekt składa się basen pływacki oraz strefa fitness.

### Ośrodek nad Stawem
Ośrodek udostępnia noclegi w budynku całorocznym i domkach kempingowych, teren pod pole namiotowe oraz kemping. Do zadań Ośrodka należy także organizacja dyżurów ratowników wodnych w okresie strzeżonej kąpieli oraz wypożyczanie sprzętu pływającego. Wynajmowane są także pomieszczenia na prowadzenie działalności gastronomicznej. Łącznie w 2019 roku w budynku całorocznym i domkach kempingowych zakwaterowanych było 3105 osób. Kąpielisko ogólnodostępne: w 2019 r. z bezpłatnego wejścia skorzystało ok. 11 tys. osób.

### Zespół Boisk Orlik 2012
Zlokalizowany przy ul. Zgierskiej 21b Zespół Boisk Orlik jest ogólnodostępny w okresie marzec-listopad. Wstęp jest wolny. CSiR zapewnia profesjonalną kadrę lokalnych animatorów sportu, którzy czuwają nad bezpieczeństwem i atrakcyjnością zajęć na boiskach. Na boisku orgaznizowane są również zajęcia/ treningi zawodników lokalnych klubów sportowych. W okresie maj-październik 2019r organizowane są turnieje piłki nożnej, siatkówki, koszykówki dla dzieci i młodzieży. Animatorzy Orlika współuczestniczą w przygotowaniu i organizacji innych imprez o charakterze miejskim.
W Konstantynowie Łódzkim istnieje także drugi Zespół Boisk Orlik 2012, który znajduje się przy ul. Sadowej 5/7 (siedziba Szkoły Podstawowej nr 5), który jest zarządzany przez tę placówkę oświatową.

### Obiekty sportowe, plac Wolności 60
Na obiekty sportowe przy pl. Wolności 60 składają się:
1. boiska sportowe – boisko z nawierzchnią ze sztucznej trawy (wymiary100m x 60m); dwa boiska treningowe z nawierzchnią z naturalnej trawy (100m x 60m oraz 60m x 30m); budynek administracyjno-socjalny z zapleczem szatniowo-sanitarnym i świetlicą.
2. hala sportowa wraz z zapleczem: boisko sportowe – halowe, siłownia, pomieszczenia magazynowe i administracyjne, zaplecze szatniowo-sanitarne;
3. plac zabaw;
4. siłownie plenerowe;
5. ogólnodostępne tereny rekreacyjne;
Obiekty sportowe są czynne w dni powszednie codziennie od godz. 7.00 do godz. 22.30. W soboty i niedziele dostępny jest w godzinach uzgodnionych z CSiR.

### Działalność i wsparcie klubów sportowych w Konstantynowie Łódzkim
Gmina Konstantynów Łódzki wspiera rozwój sportu w mieście, wypełniając przy tym obowiązki nałożone ustawami (m.in. ustawa o samorządzie gminnym oraz ustawa o sporcie). Wsparcie opiera się na dotowaniu realizacji zadania publicznego z zakresu sportu przez konstantynowskie kluby sportowe, które spełniają określone uchwałą rady miejskiej kryteria w enumeratywnie określonych dyscyplinach sportowych. Do dyscyplin tych należą: piłka nożna, piłka siatkowa, piłka ręczna, podnoszenie ciężarów, pływanie, pięciobój nowoczesny. Poprzez swoją działalność w wyżej wymienionych dyscyplinach sportowych, kluby realizują cel publiczny z zakresu sportu.
W 2019 roku zadanie publiczne gminy Konstantynów Łódzki z zakresu sportu realizowały cztery konstantynowskie kluby sportowe: Konstantynowski Klub Sportowy Włókniarz Konstantynów Łódzki (piłka nożna, piłka ręczna, podnoszenie ciężarów), Konstantynowska Akademia Sportu Konstantynów Łódzki (piłka nożna), Uczniowski Klub Sportowy Lider Konstantynów Łódzki (piłka siatkowa), Uczniowski Klub Sportowy Piątka Konstantynów Łódzki (pływanie, pływanie na wodach otwartych, pięciobój nowoczesny). Zawodnicy konstantynowskich klubów sportowych, którzy osiągają wysokie wyniki w sporcie mogą na wniosek klubu lub burmistrza otrzymać środki finansowe w postaci stypendiów, nagród i wyróżnień sportowych.
Oprócz wsparcia finansowego, gmina udziela również wsparcia rzeczowego w postaci m.in. bezpłatnego udostępniania obiektów sportowych dotowanym klubom w zakresie podpisanych umów o dofinansowanie, dzierżawy nieruchomości gminnych na siedzibę klubu, czy też przekazywania materiałów promocyjnych.
Różnorodność oferty kształcenia sportowego dzieci i młodzieży, a także uprawiania sportu przez osoby dorosłe stawia konstantynowski sport na wysokim poziomie. Działalność klubów wzbogacana jest przez organizowane przez nie wydarzenia, zawody oraz imprezy promujące zdrowy oraz aktywny tryb życia wśród mieszkańców Konstantynowa Łódzkiego oraz gości odwiedzających miasto.

## Ochrona przyrody

### Pomniki przyrody
| Nazwa          | Obwód na wys. 1,3 m [cm] | Wysokość [m] | Lokalizacja                                    | Data wpisu | Forma własności | Podstawa prawna |
| -------------- | ------------------------ | ------------ | ---------------------------------------------- | ---------- | --------------- | --- |
| Dąb szypułkowy | 360 cm                   |              | Państwowy Dom Pomocy Społecznej ul. Bechcice 3 | 12.11.1993 | Skarb Państwa   | Rozporządzenie Nr 10/93 Wojewody Łódzkiego z dnia 12 listopada 1993 r. w sprawie uznania niektórych tworów przyrody na terenie województwa łódzkiego za pomniki przyrody i ochrony tych pomników Dz. Urz. Woj. Łódzkiego Nr 12, poz. 117 |
| Dąb szypułkowy | 355 cm                   |              | jw.                                            | jw.        | jw.             | jw. |
| Dąb szypułkowy | 505 cm                   |              | jw.                                            | jw.        | jw.             | jw. |
| Dąb szypułkowy | 560 cm                   |              | jw.                                            | jw.        | jw.             | jw. |
| Dąb szypułkowy | 325 cm                   |              | jw.                                            | jw.        | jw.             | jw. |
| Dąb szypułkowy | 330 cm                   |              | jw.                                            | jw.        | jw.             | jw. |
| Dąb szypułkowy | 330 cm                   |              | jw.                                            | jw.        | jw.             | jw. |

Źródło: Rejestr form ochrony przyrody na stronie internetowej Regionalnej Dyrekcji Ochrony Środowiska w Łodzi

## Galeria

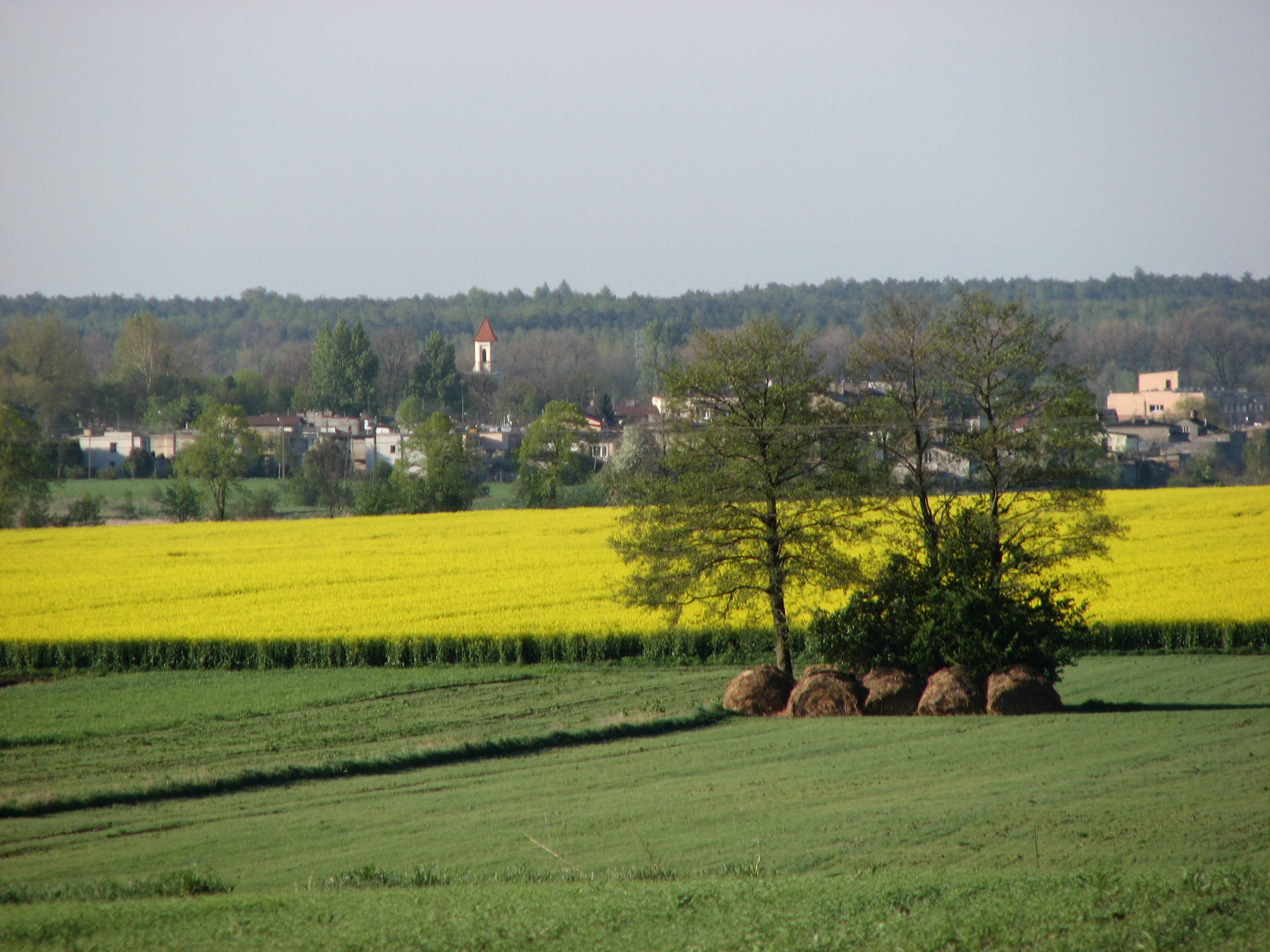
Ulica Niesięcin
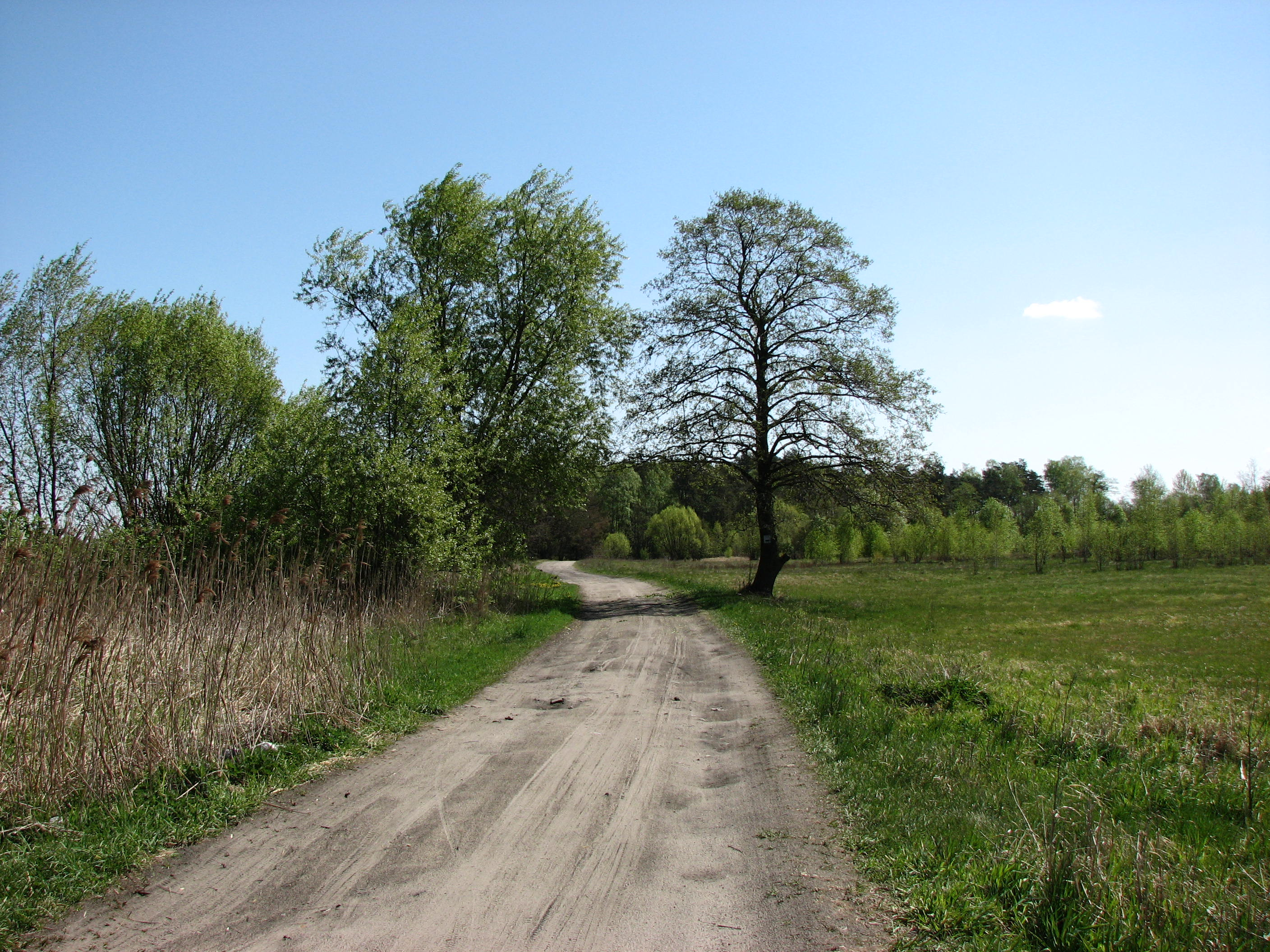
Ulica Józefów
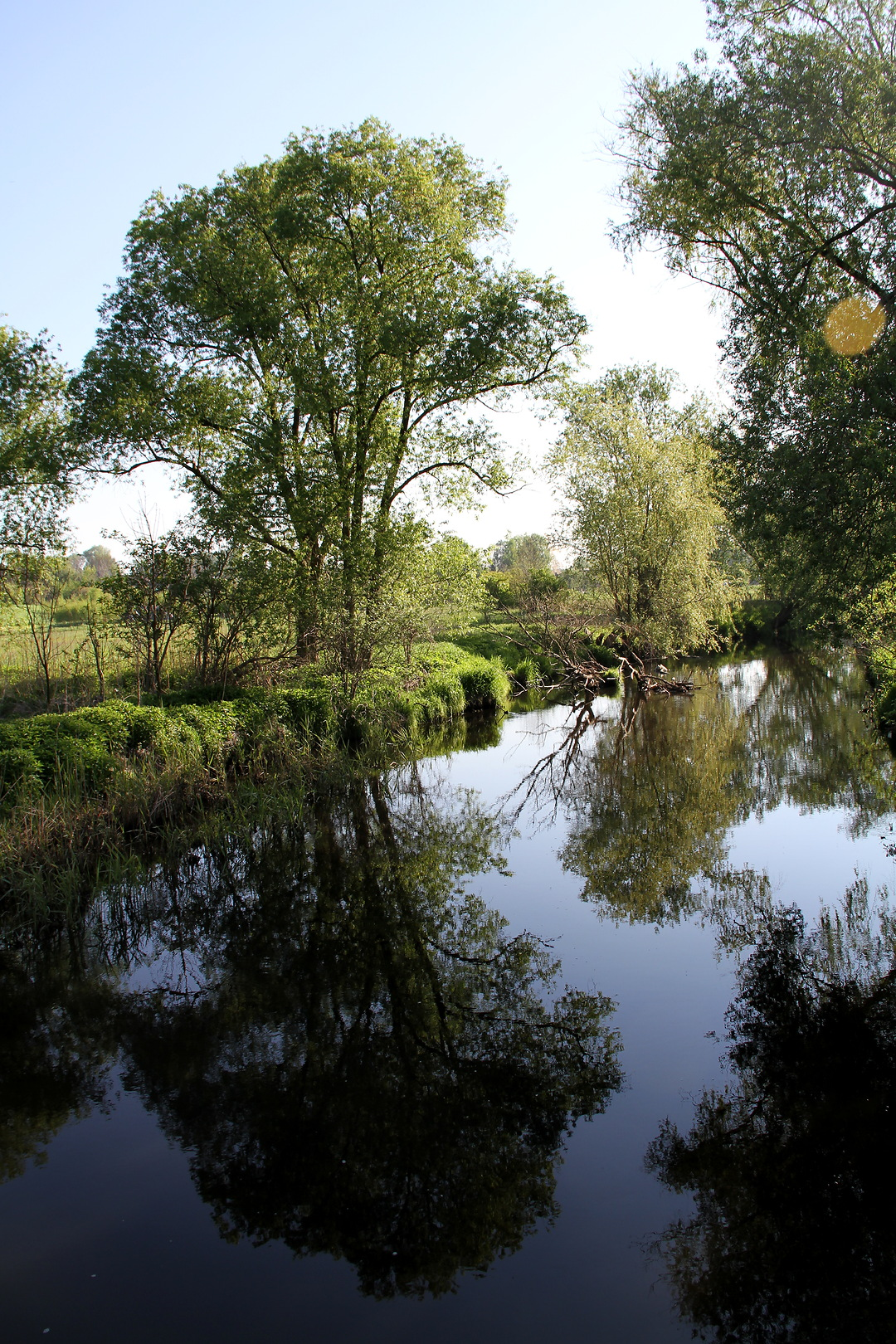
Ner między Konstantynowem Łódzkim a Lutomierskiem
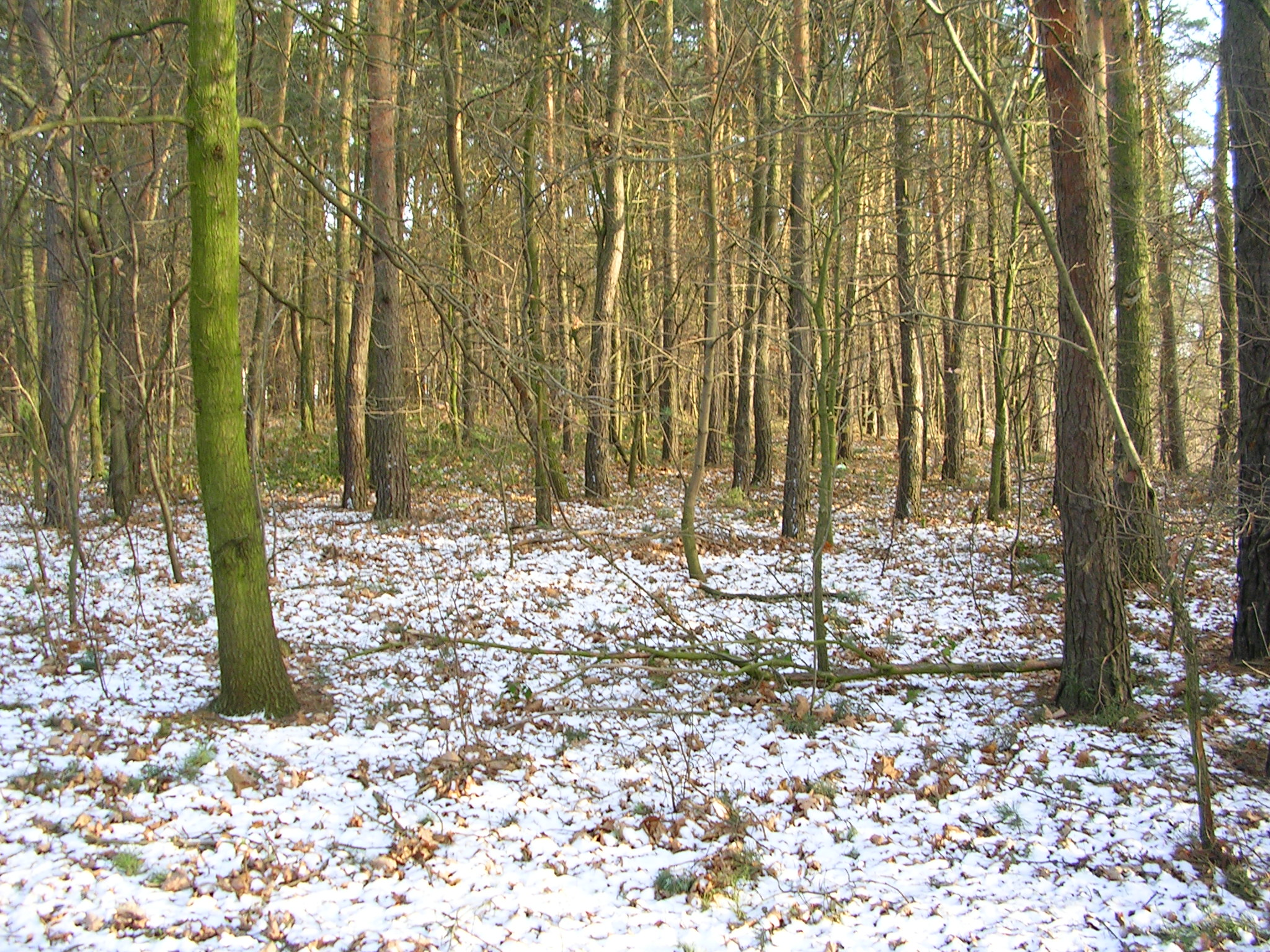
Cmentarz żydowski w Konstantynowie Łódzkim – stan obecny

## Współpraca
Konstantynów Łódzki współpracuje z trzema miejscowościami:
- Gródek nad Dunajcem
- Lendak
- Behren-lès-Forbach